# St Johns (Ohio)
St Johns é um lugar designado pelo censo localizado no condado de Auglaize no estado estadounidense de Ohio. No Censo de 2010 tinha uma população de 185 habitantes e uma densidade populacional de 182,68 pessoas por km².

## Geografia
St Johns encontra-se localizado nas coordenadas 40° 33′ 20″ N, 84° 04′ 49″ O. Segundo o Departamento do Censo dos Estados Unidos, St Johns tem uma superfície total de 1.01 km², da qual 0.99 km² correspondem a terra firme e (1.79%) 0.02 km² é água.

## Demografia
Segundo o censo de 2010, tinha 185 pessoas residindo em St Johns. A densidade populacional era de 182,68 hab./km². Dos 185 habitantes, St Johns estava composto pelo 95.14% brancos, o 2.7% eram afroamericanos, 0% eram amerindios, 0% eram asiáticos, 0% eram insulares do Pacífico, 0% eram de outras raças e o 2.16% pertenciam a duas ou mais raças. Do total da população o 10.81% eram hispanos ou latinos de qualquer raça.